# Alstroemeria itabiritensis
Alstroemeria itabiritensis är en alströmeriaväxtart som beskrevs av Pierfelice Ravenna. Alstroemeria itabiritensis ingår i släktet alströmerior, och familjen alströmeriaväxter. Inga underarter finns listade i Catalogue of Life.